# Andre Arnold
Andre Arnold (* 4. Dezember 1955 in Sölden) ist ein ehemaliger österreichischer Skirennläufer. Nach einer erfolglosen ersten Weltcupsaison wechselte er 1977 von den Amateuren in die amerikanische Profirennserie. Dort wurde er von 1978 bis 1981 viermal in Folge Gesamtsieger und zugleich Profiweltmeister.

## Karriere
Arnold kam als Kind zum Skiclub Sölden-Hochsölden. Sein erster großer Erfolg war der Gewinn der Bronzemedaille im Riesenslalom bei den Junioreneuropameisterschaften 1972 in Madonna di Campiglio. Nach einigen Verletzungen konnte er sich in der Saison 1975/76 im Europacup etablieren. Er gewann zwei Slaloms in Kranjska Gora und Bizau und wurde in Haus und Santa Caterina jeweils Dritter. Damit erreichte er den zweiten Platz in der Slalomwertung und Rang acht im Gesamtklassement. Im folgenden Winter wurde er in den Nationalkader des Österreichischen Skiverbandes aufgenommen. Arnold kam zu einigen Einsätzen im Weltcup, blieb aber, unter anderem wegen Materialproblemen, ohne Punkte. Im Sommer 1977 entschloss er sich, seine Amateurkarriere zu beenden und zu den Profis in die USA zu wechseln.
Bereits in seinem ersten Jahr auf der Profitour gewann Arnold elf Rennen. Damit sicherte er sich auf Anhieb den Gesamtsieg und zugleich den Titel des Profiweltmeisters. Im Winter 1978/79 wurde Arnold mit acht Siegen erneut Profiweltmeister. In der Saison 1979/80 gewann er mit sieben Siegen zum dritten Mal in Folge die Gesamtwertung, was vor ihm noch keinem gelang. Auch in der Saison 1980/81 war Arnold nicht zu schlagen und er wurde mit acht Rennsiegen zum vierten Mal Profiweltmeister. In den USA genoss der Österreicher hohe Popularität. Von 1978 bis 1981 wurde er vom Ski Magazine viermal hintereinander zum Skier of the Year gewählt. Zudem wurde er 1982 als fairster Profisportler mit der Spider-Sabich-Trophy geehrt.
Arnolds fünfte Profisaison endete mit einer schweren Verletzung. Am 4. April 1982 erlitt er im Slalom von Vail eine schwere Knieverletzung, die für den damals 27-Jährigen schließlich das Karriereende bedeutete. Arnold kehrte nach Österreich zurück, heiratete und wurde Vater zweier Kinder. Er führt mehrere Gästehäuser und veranstaltet als Skitrainer Racing Camps auf den Ötztaler Gletschern.

## Erfolge

### US Pro Tour
- Viermal Gesamtsieg (1978 bis 1981)

- Saison 1977/78: 11 Siege
- Saison 1978/79: 8 Siege
- Saison 1979/80: 7 Siege
- Saison 1980/81: 8 Siege
- Saison 1981/82: 4 Siege

### Europacup
- Saison 1975/76: 8. Gesamtwertung, 2. Slalomwertung
- Zwei Siege (Slaloms in Kranjska Gora und Bizau 1975/76) und zwei dritte Plätze

### Junioreneuropameisterschaften
- Madonna di Campiglio 1972: 3. Riesenslalom